# Glover Garden
Glover Garden (グラバー園 Gurabāen) è un parco che si trova a Nagasaki, a sud del Giappone, nel quale, oltre ai giardini, sono presenti ville appartenute a stranieri che un tempo vivevano in questa città.
La principale attrazione dei giardini è sicuramente la Glover Residence, la più antica residenza in stile occidentale che conserva il Giappone.
Costruita per Thomas Blake Glover da cui ne prende il nome, un ricco mercante scozzese, che inoltre contribuì alla crescita, allo sviluppo e alla modernizzazione del Giappone, con le sue conoscenze soprattutto nell'ambito della costruzione navale e dell'estrazione del carbone.
La residenza e i giardini affacciano direttamente sul porto di Nagasaki, trovandosi sull'alta collina di Minamiyamate.
Dichiarato importante bene culturale, probabilmente il più famoso della città, per il suo particolare stile architettonico, la sua fama probabilmente la deve soprattutto al fatto che l'interno del parco ricorda le ambientazioni dell'opera di Giacomo Puccini, Madama Butterfly, inoltre all'interno del parco è facile imbattersi nelle sculture dello stesso Puccini e di Miura Tamaki famosa soprano giapponese e celebre per le sue interpretazioni di Cho-Cho-San nell'opera lirica ideata da Puccini.
Il parco fu costruito da Hidenoshin Koyama, ultimato nel 1863, la residenza ha ospitato grandi uomini e samurai da nobili ideali, sostenuti da Thomas Glover, facendola diventare sede d'incontri e ospitando samurai del calibro Ryōma Sakamoto.
La residenza Glover è particolarmente nota per la sua contrastante architettura mista tra Oriente e occidente.
Gli archi reticolati, le verande pavimentate in pietra e le finestre ne caratterizzano il lato occidentale, mentre, il tetto rivestito con tegole e con piastrelle a testa di demone intenti a scongiurare ogni forma di male ne caratterizzano il lato orientale.
All'interno del parco nel mezzo del lastricato della pavimentazione esterna ci sono due pietre a forma di cuore, un'antica leggenda vuole che quando due innamorati le trovano si uniranno in matrimonio e toccandole il loro amore durerà in eterno.
In due episodi dell'anime Detective Conan alcune vicende avvengono proprio all'interno del famoso parco di Nagasaki.